# نقطة الثلاث دول (فالس)

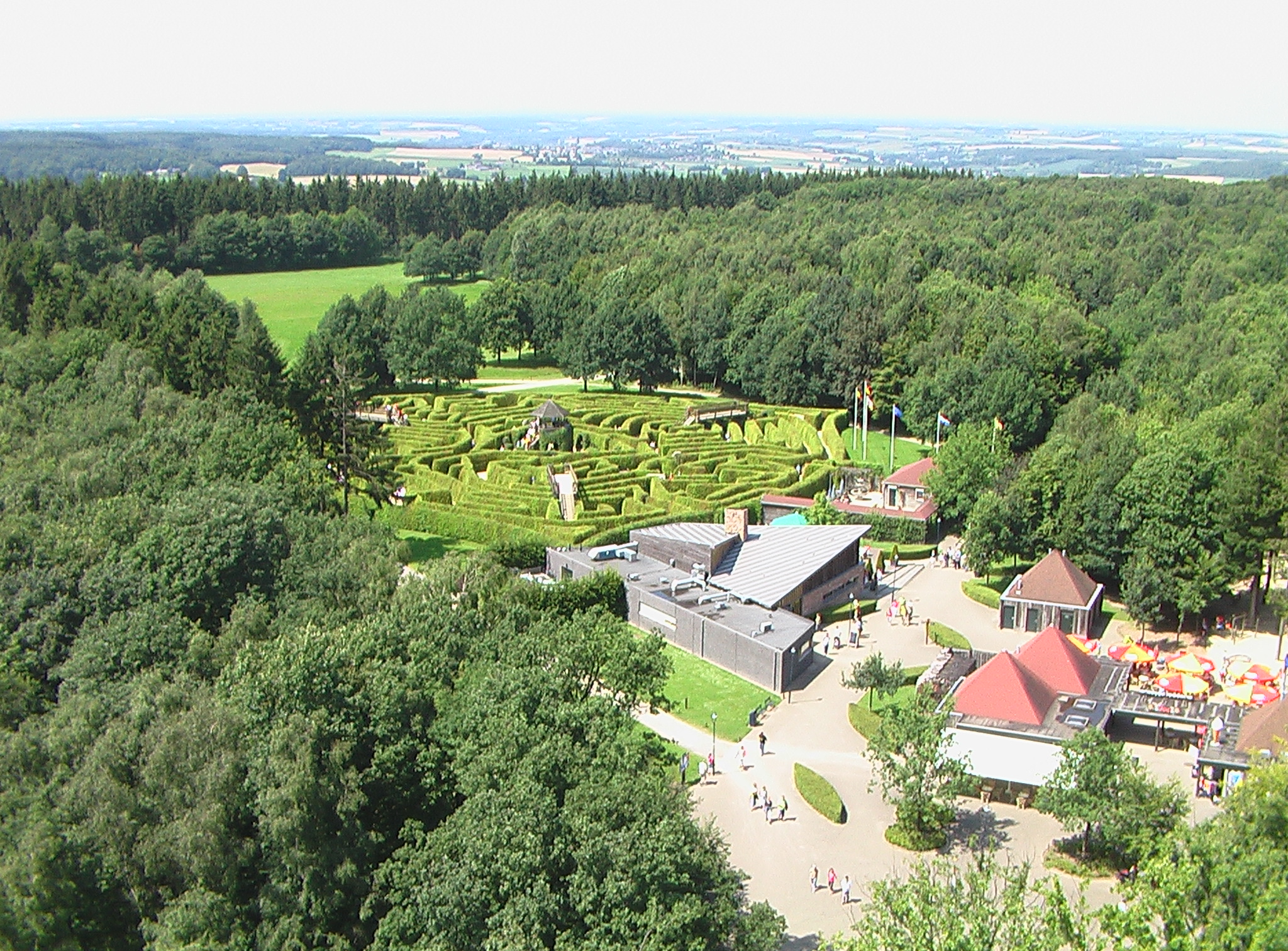
وضع الثلاث دول من برج بالدوين، المتاهة في الخلفية

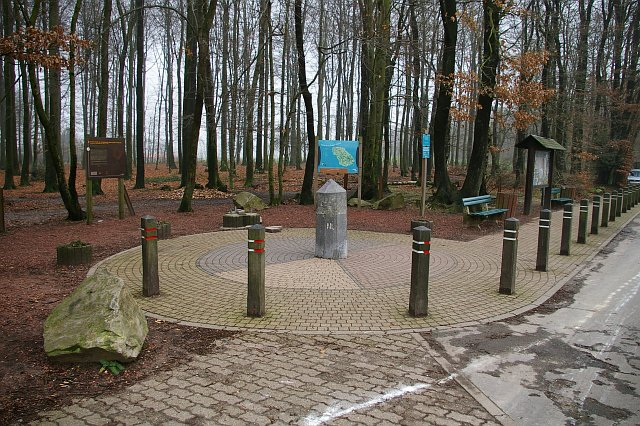
نقطة الثلاث دول "الحقيقية" معلَّمة بحجر في عام 1926

نقطة الثلاث دول ببلدية فالس هي نقطة الثلاث دول حيث تقع الحدود بين هولندا، بلجيكا، ألمانيا مجتمعة. يقع بالقرب من أعلى قمة تل فالسيربيرخ على حدود بلدية فالس ب(ليمبورخ)، بلومبيير وكيلميس (كلاهما في لياج) وآخن البلجيكية (في الجزء الألماني شمال الراين-وستفاليا).